# 戈布斯坦岩石艺术文化景观
40°6′20″N 49°23′20″E / 40.10556°N 49.38889°E
戈布斯坦岩石艺术文化景观位于科布斯坦的西边，距离阿塞拜疆共和国首都巴库大约40英里，于2007年在第31届世界遗产委员会会议上被评选为世界文化遗产。

## 特点
它本身属于戈布斯坦国家保留地，为了保护区域内的古代雕刻、泥火山，在1966年被定为阿塞拜疆国家历史景观。
戈布斯坦国家保留地有着丰富的考古学意义，遗址包含三个区域，其中有超过60萬件5千至2萬年前的岩石绘画，描写的内容包括描述史前人类、动物战争、宗教舞蹈、斗牛、赛艇、持矛战士、骆驼商队、太阳与星星。